# Son unihemisfèric d'ones lentes

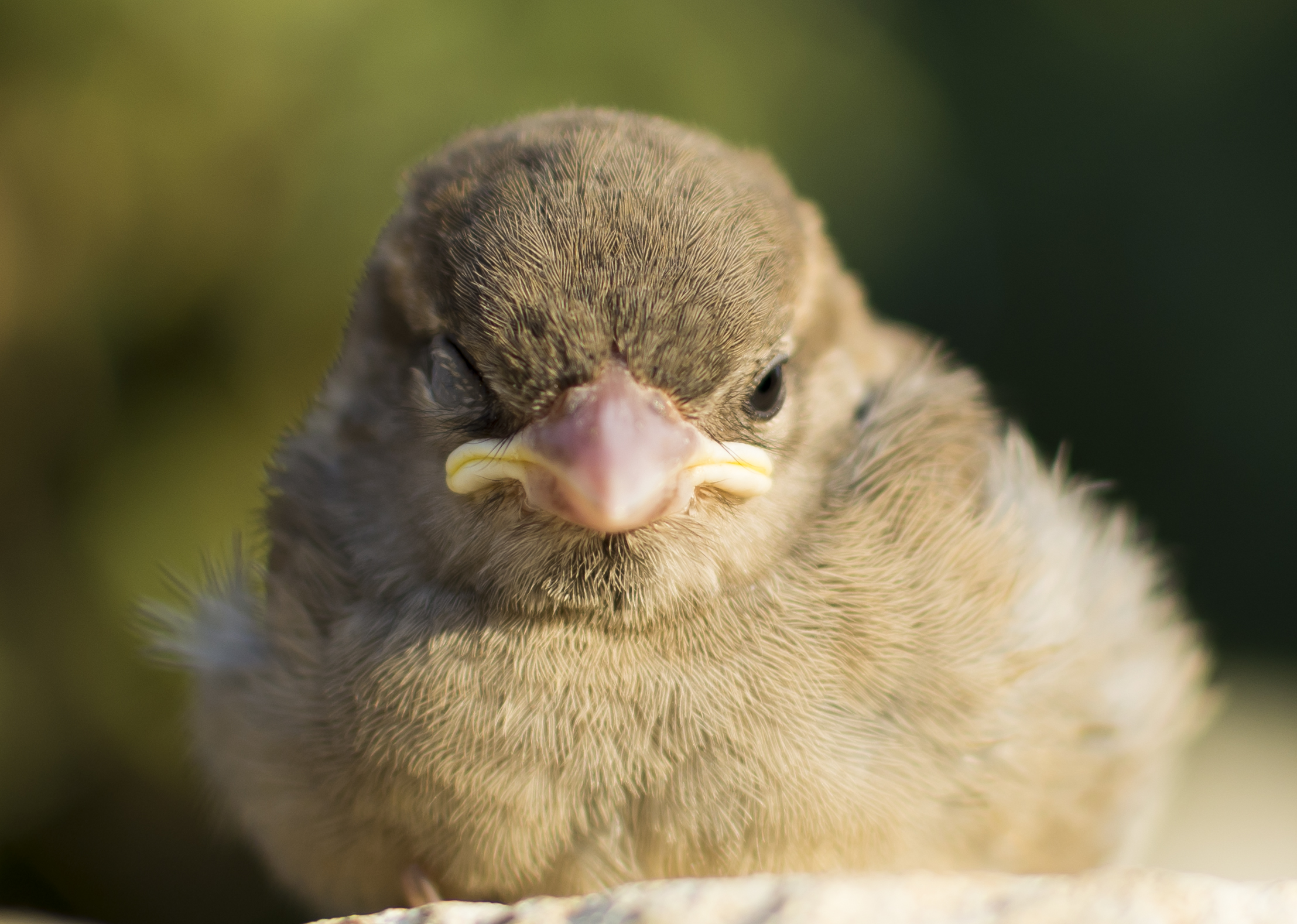
Un pardal jove (Passer domesticus) presentant un son unihemisfèric d'ones lentes.

El son unihemisfèric d'ones lentes (USWS en anglès), també conegut com a son asimètric d'ones lentes, és un son on la meitat del cervell descansa mentre que l'altra meitat roman alerta. Això contrasta amb el son normal on els dos ulls estan tancats i les dues meitats del cervell mostren inconsciència. La meitat del cervell està en son profund, una forma de son de moviment ocular no ràpid i l'ull corresponent a aquesta meitat està tancat mentre l'altre ull roman obert. Quan s'examinen per electroencefalografia (EEG), els traços característics del son d'ones lentes es veuen des d'un costat mentre que l'altre costat mostra un traçat característic de la vigília. El fenomen s'ha observat en diverses espècies terrestres, aquàtiques i aviaries.
La fisiologia singular, inclosa l'alliberament diferencial del neurotransmissor acetilcolina, s'ha relacionat amb el fenomen. El son unihemisfèric d'ones lentes ofereix una sèrie d'avantatges, inclosa la capacitat de descansar en zones d'alta depredació o durant llargs vols migratoris. El comportament segueix sent un tema d'investigació important perquè és possiblement el primer comportament animal que utilitza diferents regions del cervell per controlar simultàniament el son i la vigília. La major importància teòrica del son unihemisfèric d'ones lentes és el paper potencial a l'hora d'aclarir la funció del son desafiant diverses nocions actuals. Els investigadors han analitzat animals que presenten aquesta tipus de son per determinar si el son ha de ser essencial; en cas contrari, les espècies que el presenten haurien eliminat el comportament del tot a través de l'evolució.
La quantitat de temps que es dedica a dormir durant l'etapa de son unihemisfèric d'ones lentes és considerablement menor que la del son bilateral d'ones lentes. Antigament, els animals aquàtics, com els dofins i les foques, havien de sortir regularment a la superfície per poder respirar i regular la temperatura corporal. El son unihemisfèric d'ones lentes podria haver-se desenvolupat per la necessitat de realitzar aquestes activitats vitals simultàniament amb el son.
A terra, els ocells poden dormir amb els dos hemisferis o amb un de sol. A causa dels peus mal palmats i de les ales llargues, que no són completament impermeables, no els és eficient energèticament fer aturades de descans o aterrar a l'aigua i de seguida tornar a volar. Quan fan servir, el son unihemisfèric d'ones lentes, els ocells són capaços de mantenir la consciència ambiental i el control aerodinàmic de les ales mentre obtenen el son necessari que necessiten per mantenir l'atenció durant la vigília. El son és més asimètric en vol que a terra i dormen majoritàriament mentre volen. L'ull connectat a l'hemisferi despert del cervell és el que mira en la direcció del vol. Un cop aterren, compensen la manca de son, ja que la durada del son REM disminueix significativament i augmenta el son d'ones lentes.
Malgrat l'escassa quantitat de son, les espècies que tenen el son unihemisfèric d'ones lentes no presenten límits a nivell conductual o saludable. Els cetacis, com els dofins, mostren bones condicions de salut i una gran capacitat de memòria. De fet, els cetacis, les foques i els ocells compensen la manca de son complet amb sistemes immunitaris eficients, neuroplasticitat cerebral en bones condicions, termoregulació i restauració del metabolisme cerebral.

## Fisiologia

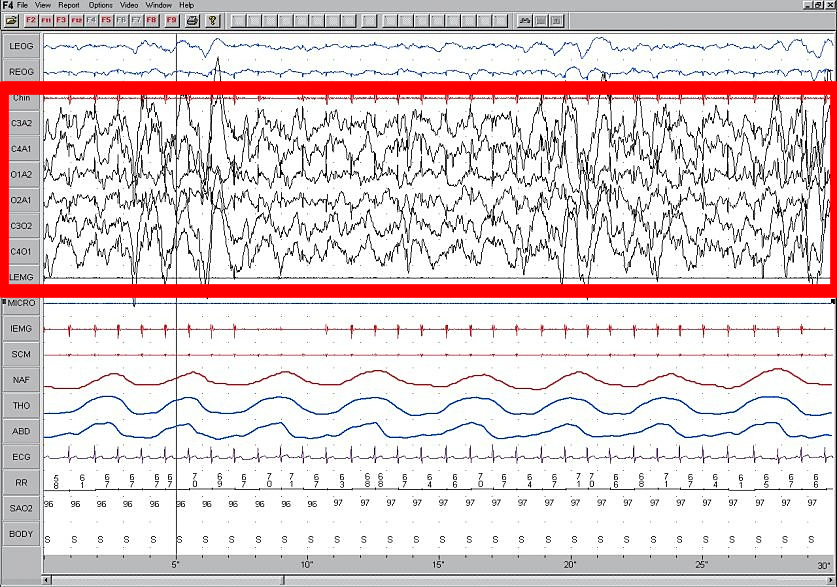
Polisomnograma que demostra el son d'ones lentes. En vermell està ressaltat l'EEG d'alta amplitud.

El son d'ones lentes (SWS en anglès), també conegut com a Fase 3, es caracteritza per la manca de moviment i la dificultat d'excitació. El son d'ones lentes que es produeix als dos hemisferis es coneix com a son d'ones lentes bihemisfèriques (BSWS en anglès) i és comú entre la majoria dels animals. El son d'ones lentes contrasta amb el son de moviments oculars ràpids (REM), que només es pot produir simultàniament als dos hemisferis. En la majoria dels animals, el son d'ones lentes es caracteritza per lectures d'EEG d'alta amplitud i baixa freqüència. Això també es coneix com l'estat desincronitzat del cervell o son profund.
En el son unihemisfèric d'ones lentes, només un hemisferi presenta l'EEG del son profund mentre que l'altre hemisferi presenta un EEG típic de la vigília amb una amplitud baixa i alta freqüència. També existeixen casos en què els hemisferis es troben en etapes de transició del son, però no han estat objecte d'estudi a causa de la seva naturalesa ambigua. Aquest tipus de son representa el primer comportament conegut en què una part del cervell controla el son mentre que una altra part controla la vigília.
En general, quan es suma la quantitat total de son de cada hemisferi, tots dos hemisferis obtenen quantitats iguals de son unihemisfèric d'ones lentes. Tanmateix, quan es té en compte cada sessió, es pot observar una gran asimetria d'episodis d'aquest son. Aquestes dades suggereixen que en un moment donat, el circuit neuronal és més actiu en un hemisferi que en l'altre i viceversa el moment següent.
Segons Fuller, el despertar es caracteritza per una alta activitat dels grups neuronals que afavoreixen el despertar: activen l'escorça i les estructures subcorticals i simultàniament inhibeixen els grups neuronals que afavoreixen el son. Per tant, el son es defineix pel mecanisme contrari. Es pot suposar que els cetacis mostren una estructura similar, però els grups neuronals s'estimulan segons la necessitat de cada hemisferi. Així doncs, els mecanismes neuronals que afavoreixen el son són predominants a l'hemisferi adormit, mentre que els que afavoreixen el despertar són més actius a l'hemisferi no adormit.

### La funció de l'acetilcolina
Al tenir el son unihemisfèric d'ones lentes l'origen en el cervell, es creu que els neurotransmissors estan implicats en la seva regulació. El neurotransmissor acetilcolina s'ha relacionat amb l'activació hemisfèrica en el ossos marins septentrionals. Els investigadors els van estudiar en entorns controlats mitjançant l'observació del comportament i també mitjançant elèctrodes EEG implantats quirúrgicament. L'acetilcolina s'allibera en gairebé les mateixes quantitats per cada hemisferi durant el son bilateral d'ones lentes. Tanmateix, al son unihemisfèric d'ones lentes, l'alliberament màxim del neurotransmissor cortical acetilcolina està lateralitzat a l'hemisferi mostrant un rastre EEG semblant a la vigília. L'hemisferi que presenta aquest son està marcat per l'alliberament mínim d'acetilcolina. Aquest model d'alliberament d'acetilcolina s'ha descobert encara més en espècies addicionals com el dofí mular.

### Obertura dels ulls
En els pollets domèstics i altres espècies d'ocells que presenten el son unihemisfèric d'ones lentes, un ull va roman obert contralateral (al costat oposat) a l'hemisferi «despert». Es va demostrar que l'ull tancat es trobava oposat a l'hemisferi participant en el son d'ones lentes. Les tasques d'aprenentatge, com les que inclouen el reconeixement de depredadors, van demostrar que l'ull obert podria ser preferent. També s'ha demostrat que aquest és el comportament preferit de les belugues, tot i que han sorgit inconsistències relacionant directament l'hemisferi adormit amb l'ull obert. Mantenir un ull obert ajuda els ocells a participar en el son unihemisfèric d'ones lentes durant el vol, a més d'ajudar-los a observar els depredadors al seu voltant. També s'ha demostrat que els cocodrils dormen amb un ull obert.
Atès que el son unihemisfèric d'ones lentes també es conserva en animals cecs o durant la manca d'estímuls visuals, no es pot considerar com a conseqüència de mantenir l'ull obert mentre dorm. A més, l'ull obert dels dofins no activa a la força l'hemisferi contralateral. Tot i que la visió unilateral té un paper considerable a l'hora de mantenir actiu l'hemisferi contralateral, no és la força motriu del son unihemisfèric d'ones lentes. En conseqüència, aquest son podria ser generat per mecanismes endògens.

### Termoregulació
S'ha demostrat que la temperatura cerebral baixa quan es mostra un EEG dormint en un o ambdós hemisferis. Aquesta disminució de la temperatura s'ha relacionat amb un mètode per termoregular i conservar l'energia mentre es manté la vigilància del son. La termoregulació s'ha demostrat en dofins i es creu que es conserva entre les espècies que presenten el son unihemisfèric d'ones lentes.

## Variacions anatòmiques

### Cos callós més petit
El son unihemisfèric d'ones lentes requereix una separació hemisfèrica per aïllar prou els hemisferis cerebrals per assegurar-se que l'un pugui participar en el son mentre l'altre està despert. El cos callós és l'estructura anatòmica del cervell dels mamífers que permet la comunicació interhemisfèrica. S'ha observat que els cetacis tenen un cos callós més petit en comparació amb d'altres mamífers. De la mateixa manera, els ocells no tenen un cos callós per complet i només tenen poques connexions interhemisfèriques. Altres proves contradiuen aquest paper potencial; S'ha trobat que les transseccions sagitals del cos callós donen lloc a un son estrictament bihemisfèric. Com a resultat, sembla que aquesta diferència anatòmica, encara que està ben correlacionada, no explica directament l'existència del son unihemisfèric d'ones lentes.

### Variacions del sistema modulador difús noradrenèrgic
Un mètode prometedor per identificar les estructures neuroanatòmiques responsables del son unihemisfèric d'ones lentes és continuar les comparacions de cervells que presenten aquest son amb els que no. Alguns estudis han demostrat un son d'ones lentes asíncron induït en animals que no presenten aquest son com a resultat de transaccions sagitals de regions subcorticals, inclosa la part inferior del tronc encefàlic, tot deixant intacte el cos callós. Altres comparacions van trobar que els mamífers que presenten el son unihemisfèric d'ones lentes tenen una comissura posterior més gran i una major decussació de les fibres ascendents del locus ceruli al tronc cerebral. Això és coherent amb el fet que una forma de neuromodulació, el sistema modulador difús noradrenèrgic present al locus ceruli, està implicada en la regulació dels cicles d'excitació, atenció i son-vigília.
Durant el son unihemisfèric d'ones lentes la proporció de secreció noradrenèrgica és asimètrica. De fet, és alt a l'hemisferi despert i baix a l'hemisferi adormit. La descàrrega contínua de neurones noradrenèrgiques estimula la producció de calor: l'hemisferi despert dels dofins mostra una temperatura més alta, però estable. Per contra, l'hemisferi dormint informa d'una temperatura lleugerament inferior en comparació amb l'altre hemisferi. Segons els investigadors, la diferència de temperatures hemisfèriques pot tenir un paper en el canvi entre el son d'ones lentes i l'estat de despertar.

### Creuament complet del nervi òptic
L'encreuament complet (decussació) dels nervis al quiasma òptic en els ocells també ha estimulat la investigació. La decussació completa de les vies òptiques s'ha vist com un mètode per assegurar-se que l'ull obert activa estrictament l'hemisferi contralateral. Algunes proves indiquen que això per si sol no és suficient, ja que la ceguesa teòricament evitaria el son unihemisfèric d'ones lentes si els estímuls nerviosos de la retina fossin l'únic jugador. No obstant això, aquest son encara s'exhibeix en ocells cecs malgrat l'absència d'entrada visual.

## Beneficis
Moltes espècies d'ocells i mamífers marins tenen avantatges a causa de la capacitat del son unihemisfèric d'ones lentes, inclosa, però no limitada a, l'augment de la capacitat d'evadir potencials depredadors i la capacitat de dormir durant la migració. El son unihemisfèric permet la vigilància visual de l'entorn, la preservació del moviment i, en els cetacis, el control del sistema respiratori.

### Adaptació a la depredació d'alt risc
La majoria d'espècies d'ocells són capaços de detectar els depredadors que s'acosten durant el son unihemisfèric d'ones lentes. Durant el vol, els ocells mantenen la vigilància visual amb aquest son i mantenint un ull obert. La utilització del son per part d'espècies d'ocells és directament proporcional al risc de depredació. En altres paraules, l'ús dels son unihemisfèric d'ones lentes de certes espècies d'ocells augmenta a mesura que augmenta el risc de depredació.

#### Supervivència de l'adaptació més apta
L'evolució tant dels cetacis com dels ocells pot haver implicat alguns mecanismes amb el propòsit d'augmentar la probabilitat d'evitar els depredadors.[6] Algunes espècies, especialment d'ocells, que van adquirir la capacitat de dur a terme un son d'ones lentes unihemisfèriques tenien un avantatge i tenien més probabilitats d'escapar dels seus depredadors potencials que d'altres espècies que no tenien la capacitat.

#### Regulació basada en l'entorn
Els ocells poden dormir de manera més eficient amb els dos hemisferis dormint simultàniament (son d'ona lenta bihemisfèrica) quan es troben en condicions segures, però augmentaran l'ús del son unihemisfèric d'ones lentes si es troben en un entorn potencialment més perillós. És més beneficiós dormir fent servir els dos hemisferis; tanmateix, els aspectes positius del son d'ona lenta unihemisfèrica prevalen sobre els negatius en condicions extremes. Mentre es troben en un son unihemisfèric d'ones lentes, els ocells dormiran amb un ull obert cap a la direcció des de la qual és més probable que els depredadors s'acostin. Quan els ocells fan això en grup, s'anomena «efecte limítrof de grup».
L'ànec collverd és un ocell que s'ha utilitzat experimentalment per il·lustrar l'«efecte limítrof de grup». Els ocells situats als extrems del grup estan més alerta, buscant sovint depredadors. Aquests ocells corren més risc que els ocells del centre i han de vigilar tant la seva pròpia seguretat com la del grup en conjunt. S'ha observat que passen més temps en un son unihemisfèric d'ones lentes que els ocells del centre. Atès que permet que un ull estigui obert, l'hemisferi cerebral que pateix un son d'ona lenta varia en funció de la posició de l'ocell respecte a la resta del ramat. Si el costat esquerre de l'ocell mira cap a fora, l'hemisferi esquerre estarà en son d'ona lenta; si el costat dret de l'ocell mira cap a fora, l'hemisferi dret estarà en son d'ona lenta. Això es deu al fet que els ulls són contralaterals als hemisferis esquerre i dret de l'escorça cerebral. L'ull obert de l'ocell està sempre dirigit cap a l'exterior del grup, en la direcció des de la qual els depredadors podrien atacar.

### Sortir a la superfície per respirar i la cohesió de grup
El son unihemisfèric d'ones lentes sembla permetre que els mamífers aquàtics, inclosos els dofins i les foques, dormin i respirin simultàniament. Els dofins mulars són una espècie específica de cetacis que s'ha demostrat experimentalment que utilitzen aquest son per mantenir els patrons de natació i respiració mentre dormen.
A més, s'ha observat una versió invertida de l'«efecte limítrof del grup» en grups de dofins de flancs blancs del Pacífic. Els dofins que neden al costat esquerre del grup tenen els ulls drets oberts mentre que els dofins que neden a la part dreta tenen els ulls esquerres oberts. A diferència d'algunes espècies d'ocells, els ulls oberts d'aquests cetacis estan mirant cap a l'interior del grup, no cap a l'exterior. Els perills de la possible depredació no tenen un paper important durant el son unihemisfèric d'ones lentes en els dofins de flancs blancs del Pacífic. S'ha suggerit que aquesta espècie utilitza aquesta versió invertida de l'“efecte limítrof del grup” per mantenir la formació i la cohesió del grup alhora que es manté el son d'ona lenta unihemisfèrica.

### Descans dels ocells durant els llargs vols
Durant la migració, els ocells poden experimentar un son unihemisfèric d'ones lentes per dormir i volar simultàniament. Per tant, determinades espècies poden evitar la necessitat de fer parades freqüents al llarg del camí. Algunes espècies d'ocells tenen més probabilitats d'utilitzar aquest son durant el vol a gran altura però és possible que s'hi sotmetin mentre aletegen. Encara es desconeix molt sobre l'ús del son unihemisfèric d'ones lentes, ja que l'asimetria EEG interhemisfèrica que es veu en els ocells en repòs pot no ser equivalent a la dels ocells que volen.

## Espècies que presenten el son unihemisfèric d'ones lentes
Encara que els humans mostren ones delta de l'hemisferi esquerre reduïdes durant el son d'ones lentes en un dormitori aliè, això no és l'alerta de vigília del son unihemisfèric d'ones lentes.

### Mamífers aquàtics

#### Cetacis
De totes les espècies de cetacis, les següents espècies són les que s'ha demostrat que utilitzen aquest son
- Dofí de l'Amazones (Inia geoffrensis)
- Beluga (Delphinapterus leucus)[7]
- Narval (Monodon monoceros)
- Dofí mular (Tursiops truncates)
- Dofí de flancs blancs del Pacífic (Lagenorhynchus obliquidens)[10]
- Caps d'olla negres (Globicephala)
- Orca falsa (Pseudorca crassidens)
- Marsopa comuna (Phocoena phocoena)
- Orca (Orcinus orca)
- Catxalot (Physeter macrocephalus)

#### Pinnípedes
Tot i que els pinnípedes són capaços de dormir al terra o a l'aigua, s'ha trobat que els pinnípedes que presenten el son unihemisfèric d'ones lentes ho fan més quan dormen a l'aigua. Tot i que no s'ha observat cap d'aquest son a les foques, s'han trobat quatre espècies diferents d'otàrids que el presenten, incloent-hi l'
- Os marí septentrional (Callorhinus ursinus)

S'ha fet una investigació significativa que il·lustra que l'os marí septentrional pot alternar entre els dos tipus de son (unihemisfèric i bihemisfèric) depenent de la ubicació mentre dorm. Mentre es troba a terra, el 69% és del tipus bilateral; tanmateix, quan el son té lloc a l'aigua, el 68% dels sons es troben amb asimetria EEG interhemisfèrica, cosa que indica el son unihemisfèric d'ones lentes.
- Lleó marí sud-americà (Otaria flavescens)[7]
- Lleó marí de Steller (Eumetopias jubatus)

#### Sirenia
En l'ordre dels sirenis, els experiments només han mostrat el son unihemisfèric d'ones lentes en el manatí amazònic (Trichechus inunguis).

### Ocells

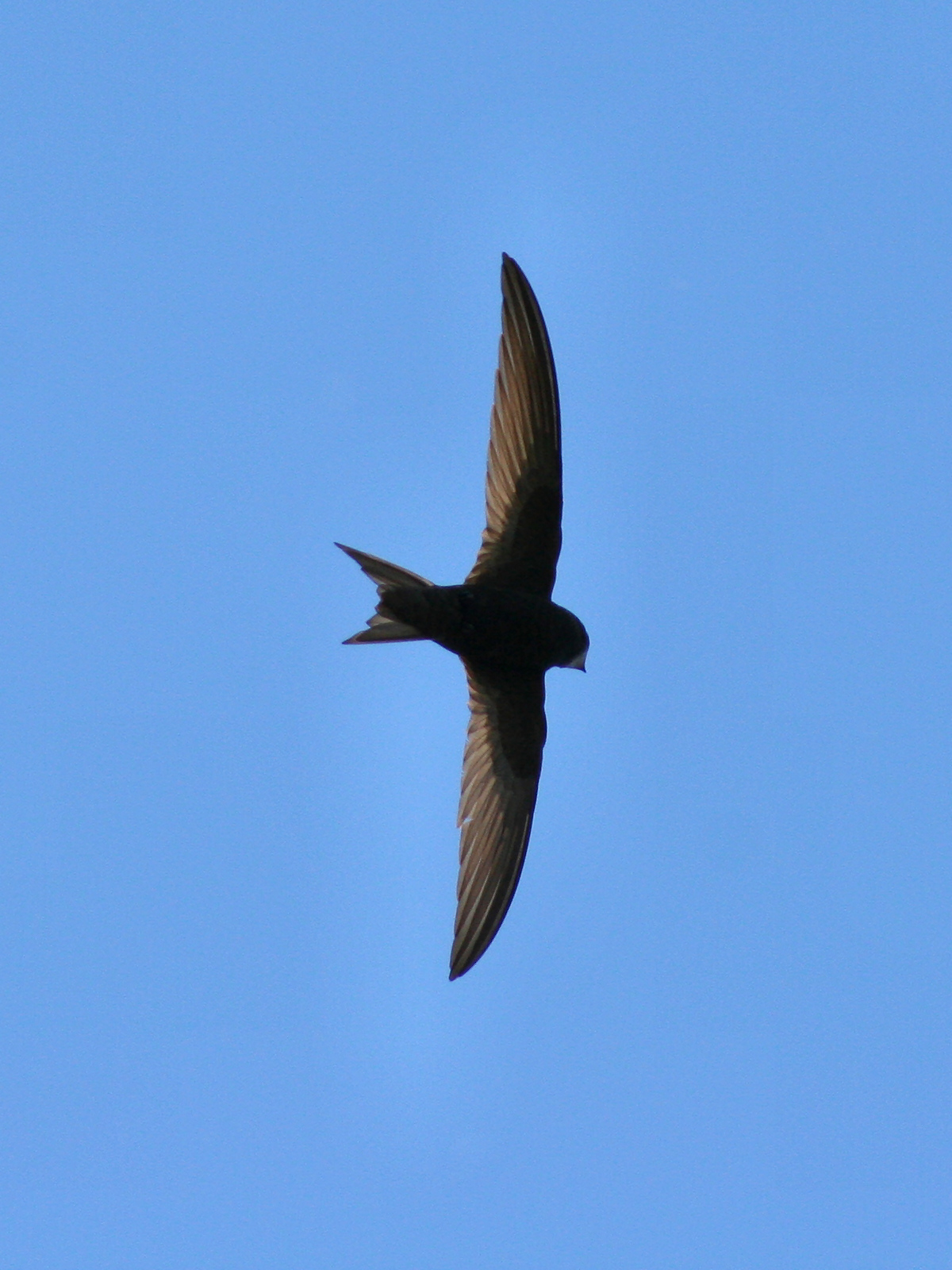
Falciot negre (Apus apus)

El falciot negre (Apus apus) va ser el millor candidat per a la investigació destinada a determinar si els ocells que presenten el son unihemisfèric d'ones lentes poden o no dormir en vol. La selecció del falciot negre com a model va derivar d'observacions que dilucidaven el fet que deixava el niu a la nit i només tornava a primera hora del matí. Tot i així, l'evidència d'aquest son és estrictament circumstancial i es basa en la noció que si han de dormir per sobreviure, ho han de fer descansant en vol, ja que passen poc temps dormint en un niu.

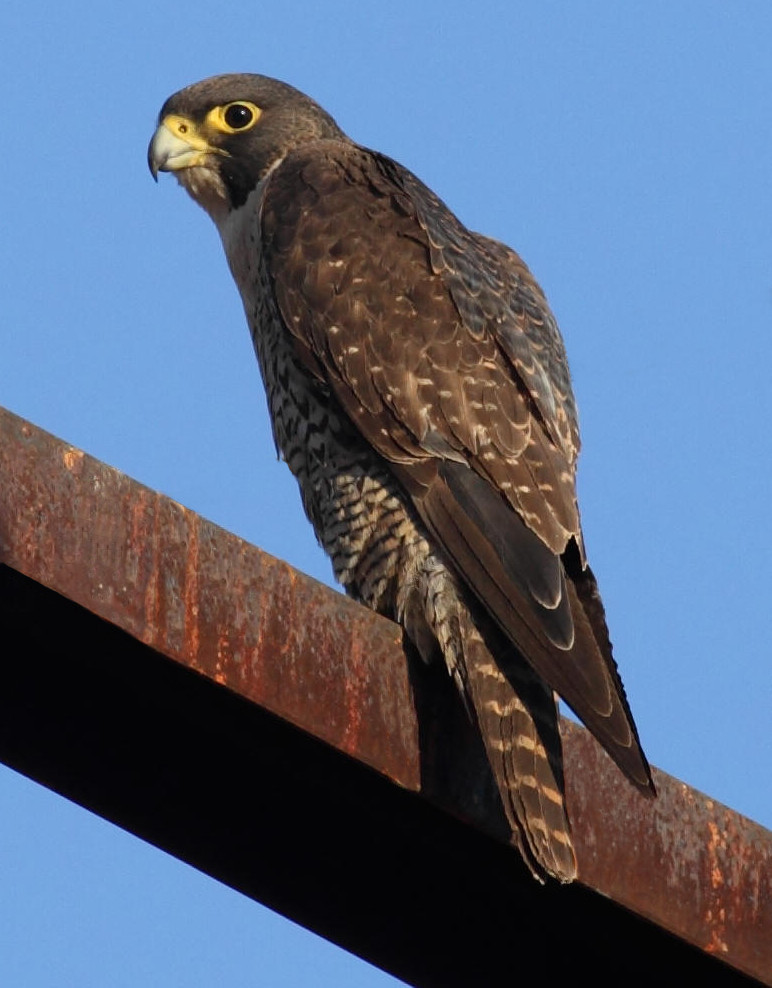
Falcó pelegrí (Falco peregrinus)

La llista de les espècies d'ocells que presenten el son unihemisfèric d'ones lentes seria inacabable, aquí se n'anomenem unes poques
- Merla (Turdus merula)[7]
- Gall (Gallus gallus domesticus)
- Gavià glauc (Larus glaucescens)
- Guatlla del Japó (Coturnix japonica)
- Ànec collverd (Anas platyrhynchos)
- Colí de Virgínia (Colinus virginianus)
- Aratinga de front taronja (Aratinga canicularis)
- Falcó pelegrí (Falco peregrinus)
- Sit de coroneta blanca (Zonotrichia leucophrys gambelii)[10]

## Investigacions futures
Estudis recents han il·lustrat que el sit de coroneta blanca, així com altres passeriformes, tenen la capacitat de dormir més significativament durant l'estació migratòria mentre estan en vol. Tanmateix, els patrons de son d'aquest estudi es van observar en captivitat i durant el neguit migratòri i poden no ser anàlegs als dels ocells de vol lliure. Els ocells que volen lliurement poden passar una estona dormint mentre estan en vol no migratori, així com quan es troben al cel sense obstacles, tot l'oposat de les condicions de captivitat controlades. Per determinar realment si els ocells poden dormir en vol, els enregistraments de l'activitat cerebral s'han de fer durant el vol en lloc de fer-ho després d'aterrar. Un mètode per registrar l'activitat cerebral dels coloms durant el vol s'ha demostrat recentment prometedor, ja que podria obtenir un EEG de cada hemisferi, però durant períodes relativament curts. Juntament amb túnels de vent simulats en un entorn controlat, aquests nous mètodes per mesurar l'activitat cerebral podrien dilucidar la realitat que hi ha al darrere de si els ocells dormen o no mentre volen.
A més, a partir de la investigació que dilucida el paper de l'acetilcolina en el control del son unihemisfèric d'ones lentes, s'estan investigant neurotransmissors addicionals per entendre el seu paper en el model de son asimètric.